# Kuno Klötzer
Kuno Klötzer (* 19. April 1922 in Geyer; † 6. August 2011 in Norderstedt) war ein deutscher Fußballspieler und -trainer, der mit dem Hamburger SV im Jahr 1977 den Europapokal der Pokalsieger gewann. Insgesamt trainierte er in 30 Jahren 15 Mannschaften, darunter zweimal Fortuna Düsseldorf.

## Laufbahn

### Spieler, 1932 bis 1952
Seine Jugend erlebte Kuno Klötzer im westlichen Teil des Erzgebirges. Beim heimischen VfB Geyer pflegte er im Sommer den Umgang mit dem Fußball, im Winter fuhr und sprang er Ski. Mit 18 Jahren wurde er zur Wehrmacht eingezogen und während fünf Kriegsjahren dreimal an der Ostfront verwundet. Bei Kriegsende geriet er in britische Gefangenschaft. Nach dem Lageraufenthalt in Stade kam er nach Helmstedt. Dort begann er wieder mit dem Fußball und schloss sich dem Helmstedter SV an. Mit diesem schaffte er 1947 den Einzug in die Verbandsliga Braunschweig. Als der Mann aus Sachsen 1949 als Spielertrainer mit der Mannschaft vom Bötschenberg die Qualifikation für die neu geschaffene Amateuroberliga Ost erreicht hatte, nahm er zur Runde 1949/50 das Angebot von Werder Bremen an und wurde Vertragsspieler in der Oberliga Nord. In Helmstedt hatte er sich seinen Lebensunterhalt als Platzwart und als Angestellter in der Fahrbereitschaft der Kreisverwaltung verdient.
Das Debüt in der Oberliga gab Klötzer am ersten Spieltag der Runde 1949/50, am 4. September 1949, beim 3:0-Auswärtssieg bei Göttingen 05. Gemeinsam mit Torhüter Dragomir Ilic und dem Verteidigerpaar Herbert Burdenski und Richard Ackerschott hielt der Mittelläufer den Angriff der 05er in Schach. Wegen einer Knieverletzung beendete Klötzer seine Spielerlaufbahn vorzeitig und kam deshalb von 1949 bis 1952 nur zu 29 Einsätzen mit zwei Toren bei Werder Bremen. Schon 1949 hatte er unter der Lehrgangsleitung von Sepp Herberger an der Sporthochschule in Köln im zweiten Kurs nach dem Zweiten Weltkrieg erfolgreich die Trainerausbildung absolviert. Er nahm zum 1. Juni 1952 eine Verbandstrainertätigkeit beim Niedersächsischen Fußballverband auf und übernahm ab dem 1. August die sportliche Leitung der NFV-Sportschule in Barsinghausen.

### Trainer, 1952 bis 1982

#### Verbandsarbeit, Oberliga, Regionalliga, Bundesliga, bis 1972
Mit dem neuen Verbandstrainer spielte sich die Auswahl von Niedersachsen im Länderpokal-Wettbewerb der Saison 1952/53 mit Erfolgen gegen Berlin, Bremen und im Halbfinale gegen Hessen in das Finale. Am 25. April 1953 verlor der Gastgeber mit Heinz Conradi von Eintracht Nordhorn und den zwei Braunschweiger Akteuren Heinz Senftleben und Werner Thamm aber mit 2:5 gegen das überlegene Team aus Bayern, welches von Fritz Semmelmann und Johann Zeitler angeführt wurde.
Ab Februar 1953 hatte Klötzer – neben seiner Tätigkeit beim Verband – Arminia Hannover als Interimstrainer vor dem Abstieg aus der Oberliga Nord bewahrt. Nach dem Saisonende zog es ihn endgültig in die Vereinstätigkeit und er nahm deshalb das Angebot von Fortuna Düsseldorf aus der Oberliga West zur Runde 1953/54 an. In dieser wie auch in der nachfolgenden Saison zählte Toni Turek, der „Fußballgott“ und Weltmeister von 1954, zu seinen Schützlingen.
Vier Runden betreute er die Mannschaft vom Flinger Broich. Von 1955 bis 1957 belegte er jeweils mit der Fortuna den sechsten Platz im westdeutschen Oberhaus. Dann folgte 1957/58 eine Saison bei Hannover 96 in der Oberliga Nord, ehe es ihn wieder in den Westen zog. Drei Runden betreute er von 1958 bis 1961 Preußen Münster. Als er 1961/62 den Aufsteiger in die Oberliga, Schwarz-Weiß Essen, übernahm, führte er die Mannschaft vom Uhlenkrug um Theo Klöckner, Manfred Rummel, Heinz Steinmann und Horst Trimhold auf den vierten Rang. Zum Start der Fußball-Regionalliga West 1963/64 kehrte er wieder zu Fortuna Düsseldorf zurück. In den ersten beiden Runden belegte Klötzer jeweils den dritten Platz. Im Jahr der Fußballweltmeisterschaft 1966 gewann er mit Fortuna Düsseldorf die Meisterschaft vor Rot-Weiss Essen und Alemannia Aachen, setzte sich auch in der Aufstiegsrunde durch und zog damit in die Bundesliga ein. Klötzer konnte aber den Aufsteiger mit den Leistungsträgern Werner Biskup, Waldemar Gerhardt, Hans-Josef Hellingrath und Peter Meyer nicht im Oberhaus halten und stieg als Vorletzter 1967 ab.
Das Fortuna-Präsidium wollte wegen des geplanten Neuaufbaus auch den Trainerposten neu besetzen. Klötzer ging zur Runde 1967/68 zum Wuppertaler SV in der Regionalliga West. Aus dem Mittelbergischen führte ihn nach zwölf Monaten der Weg an die Essener Hafenstraße zu Rot-Weiss. Als der amtierende Deutsche Meister 1. FC Nürnberg im April 1969 glaubte, nur noch durch einen erneuten Trainerwechsel den drohenden Abstieg abwehren zu können, unterschrieb der unerschrockene Kämpfer Klötzer zum 12. April 1969 bei den Franken. Durch die 0:3-Niederlage am Schlusstag beim 1. FC Köln stieg Nürnberg aus der Bundesliga ab. Essen einstweilen beendete die Regionalligasaison als Zweiter und stieg unter Klötzers Nachfolger  Willi Vordenbäumen in die Bundesliga auf. Klötzer belegte mit dem „Club“ in der Regionalliga Süd 1969/70 den dritten Rang, womit dann auch sein Vertrag endete.
Ab dem 24. Februar 1971 wurde er wieder von einem gefährdeten Bundesligaverein verpflichtet: Kickers Offenbach stieg in der „Skandal-Runde“ 1970/71 dennoch ab. Wiederum entschied der 34. Spieltag. Klötzers Elf verlor mit 2:4 beim 1. FC Köln, Rot-Weiß Oberhausen holte sich mit einem 1:1 in Braunschweig einen Punkt und Arminia Bielefeld gewann mit 1:0 bei Hertha BSC. Die Hessen rutschten dadurch auf den 17. Rang zurück und damit aus der Bundesliga; Oberhausen und Bielefeld retteten mit manipulierten Spielausgängen den Verbleib in der Bundesliga. Umgehend führte Klötzer den OFC in der Regionalliga Süd 1971/72 ungeschlagen zur Meisterschaft und in der Aufstiegsrunde zur sofortigen Bundesligarückkehr. Präsident Canellas setzte aber zukünftig auf Gyula Lóránt; der Aufstiegstrainer Klötzer konnte in Ruhe überlegen, womit ein Trainer sich die Gunst eines Präsidiums sichern kann.

#### Hamburger SV, 1973 bis 1977

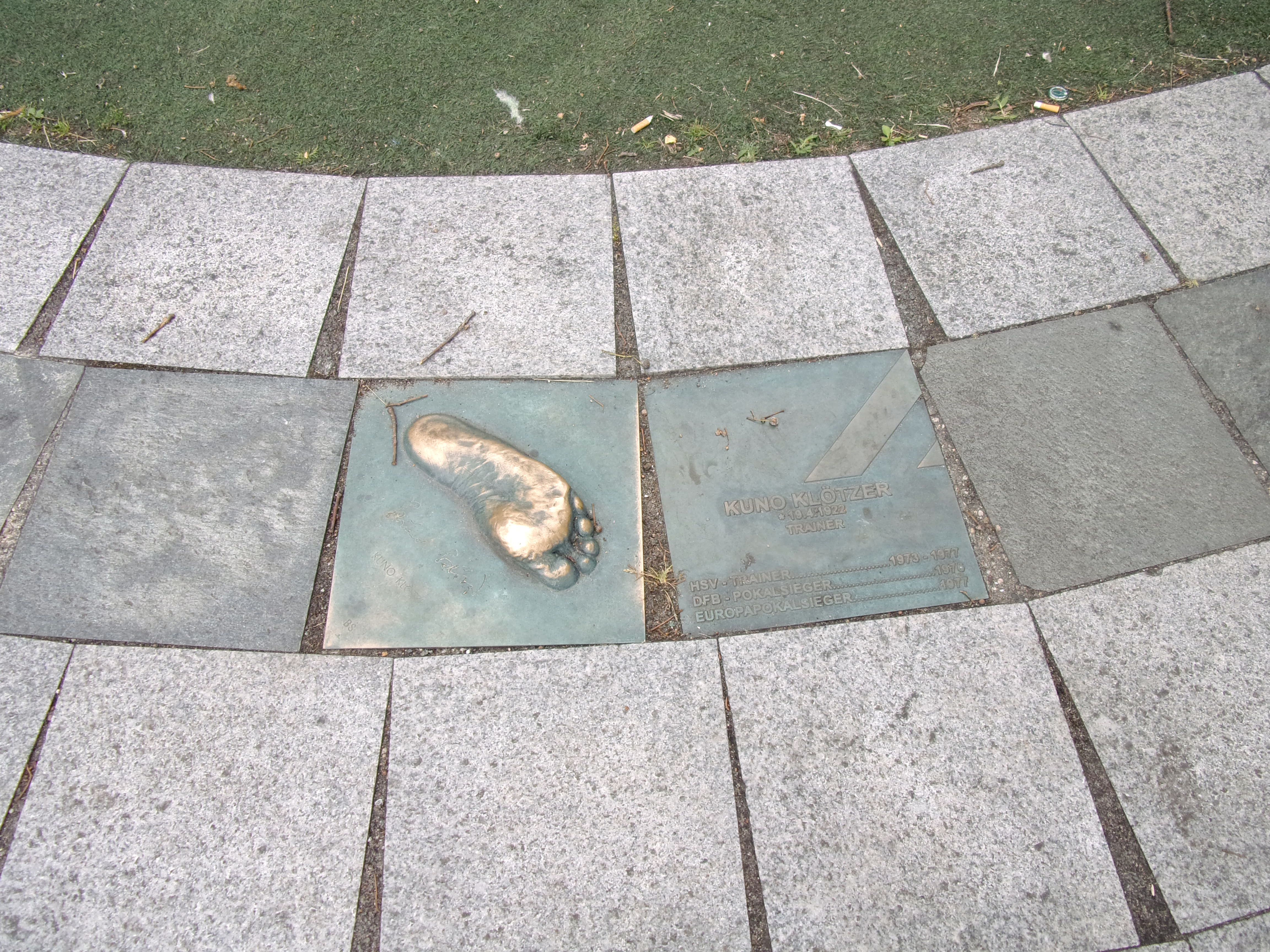
Ehrentafel für Kuno Klötzer am Walk of Fame vor dem HSV-Stadion am Volkspark

Zur Runde 1973/74 übernahm der 51-jährige Kuno Klötzer das Traineramt von Klaus-Dieter Ochs beim Hamburger SV. In der Liga konnte der konsequente Arbeiter nicht auf die Schnelle den Erfolg bewerkstelligen, der HSV belegte am Rundenende den zwölften Rang. Im DFB-Pokal zog Klötzer aber mit seiner neuen Mannschaft in das Finale am 17. August 1974 gegen Eintracht Frankfurt ein. In der zweiten Saison – man hatte bei den Neuzugängen mit Horst Bertl, Willi Reimann und Hans-Jürgen Sperlich die richtige Nase bewiesen – glückte die Verbesserung mit dem Erreichen des vierten Platzes aber schon deutlich. Im dritten Jahr, 1975/76, war nur noch der Meister Borussia Mönchengladbach vor den Hamburgern platziert. Am 26. Juni 1976 holte sich die Klötzer-Truppe mit einem 2:0-Sieg gegen den 1. FC Kaiserslautern den DFB-Pokal des Jahres 1976. Mit den Neuzugängen Ferdinand Keller, Felix Magath und Arno Steffenhagen startete der HSV in das vierte Jahr mit Trainer Klötzer. Im Ligabetrieb stellte sich nicht der gewünschte Erfolg ein – Hamburg belegte den sechsten Rang – und Generalmanager Peter Krohn stellte auch in der Öffentlichkeit immer mehr Ritter Kuno in die Kritik. Trotz dieser offenkundigen Spannungen gewann die Mannschaft von Trainer Klötzer am 11. Mai 1977 im Amsterdamer Olympiastadion mit einem 2:0-Erfolg gegen RSC Anderlecht den Europapokal der Pokalsieger. Der knorrige Fachmann aus Sachsen, in seiner langjährigen Wanderschaft durch die Ligen war er in seinen zahlreichen Stationen stets ein Prediger der „ehrlichen Arbeit“, stand damit auf dem Gipfel seiner sportlichen Schaffenskraft. Krohn verpflichtete zur Runde 1977/78 Rudi Gutendorf als Klötzer-Nachfolger, dazu den Star des FC Liverpool, Kevin Keegan, und die Etablierung am europäischen Fußballhimmel schien damit festzustehen. Bereits am 27. Oktober 1977 endete die Tätigkeit von Gutendorf in Hamburg, der HSV kam auf den zehnten Rang in der Bundesliga, schied im Achtelfinale des Europacup gegen Anderlecht aus und Klötzer rangierte mit Hertha BSC auf dem dritten Platz in der Bundesligarunde 1977/78.

#### Hertha BSC, Werder Bremen und MSV Duisburg, bis 1982
Klötzer hatte nach seinem Engagement beim Hamburger SV bei Hertha BSC einen neuen Arbeitsplatz gefunden. Hertha hatte in der Saison 1976/77 mit 34:34 Punkten den zehnten Rang belegt. Überraschenderweise führte Klötzer in der Bundesliga hinter den zwei Meisterschafts-Rivalen 1. FC Köln und Borussia Mönchengladbach mit Hertha die Tabelle an und belegte am Rundenende den dritten Rang. Im zweiten Jahr an der Spree ging es in der Bundesliga zwar nach unten, aber in den Pokalwettbewerben schlugen sich die Berliner beachtlich. Im UEFA-Cup 1978/79 scheiterte Hertha erst im Halbfinale denkbar knapp an Roter Stern Belgrad. Das DFB-Pokalfinale am 23. Juni 1979 in Hannover gegen Fortuna Düsseldorf verlor Klötzers Mannschaft mit 0:1 in der Verlängerung. Nach dem zehnten Spieltag der Runde 1979/80 wurde Kuno Klötzer am 27. Oktober 1979 bei der finanziell angeschlagenen Hertha entlassen. Die Hertha lag zu diesem Zeitpunkt auf dem vorletzten Platz der Liga und stieg am Ende ab; auch ein weiterer Trainerwechsel half nicht.
In Bremen wurde nach dem Bundesligaabstieg 1980 dringend ein Trainer für den sofortigen Wiederaufstieg gesucht. Präsident Franz Böhmert und Manager Rudi Assauer vertrauten auf den erfahrenen Fachmann Klötzer und gingen mit ihm in die Runde 1980/81 in der 2. Bundesliga Nord. Bei den Neuzugängen entschieden sich Assauer und Klötzer für die beiden Oldies Klaus Fichtel und Erwin Kostedde sowie das Talent von Bergedorf 85, Norbert Meier. Tatsächlich brachte Klötzer Werder sofort in Fahrt, die Mischung in der Mannschaft stimmte, seine Ansprache war authentisch und der Erfolg stellte sich unmittelbar ein.
Am 8. Februar 1981 erlitt Kuno Klötzer auf der B 214 zwischen Celle und Braunschweig auf vereister Fahrbahn einen schweren Verkehrsunfall, bei dem er sich einen Rippenbruch, Platzwunden und eine Gehirnerschütterung zuzog. Wegen bohrender Kopfschmerzen konnte er sein Traineramt nicht mehr fortsetzen. Ab April setzte Otto Rehhagel seine Mission fort, stieg mit Bremen in die Bundesliga auf und entwickelte sich in den nächsten Jahren überraschend zu einem erfolgreichen Langzeittrainer.
Anfang Dezember 1981 kehrte der nunmehr 59-Jährige noch einmal in die Bundesliga zurück, als der auf dem letzten Platz stehende MSV Duisburg ihn nach dem 15. Spieltag als Nachfolger von Friedhelm Wenzlaff holte, der nach einer Niederlage beim Abstiegskonkurrenten SV Darmstadt 98 vollends in Ungnade gefallen war. Klötzer lästerte nach vier weiteren Niederlagen am Stück: „Manchmal glaube ich, mein junger Vorgänger hat mit der Mannschaft nur Liederabende abgehalten.“ Klötzers Statistik fiel am Ende noch schlechter aus als Wenzlaffs und die Mannschaft mit den alternden Stars Bernard Dietz und Rudi Seliger stieg ab. Damit war der MSV zum ersten Mal seit 1956 wieder zweitklassig.
Mit seiner Ehefrau Anneliese lebte Klötzer fortan in Norderstedt im Süden von Schleswig-Holstein vor den Toren Hamburgs, einen Kilometer vom Trainingszentrum des Hamburger SV entfernt, mit dem er bis zuletzt verbunden blieb und dessen Spiele er noch regelmäßig besuchte. Im Frühjahr 2011 erlitt er einen Herzinfarkt, von dem er sich nicht mehr erholte, und verstarb am 6. August 2011 im Alter von 89 Jahren.

## Erfolge als Trainer
- Finale im Länderpokal des Jahres 1953 als Verbandstrainer von Niedersachsen
- Meister 1965/66 in der Regionalliga West mit Fortuna Düsseldorf und Aufstieg in die Bundesliga
- Meister 1971/72 in der Regionalliga Süd mit Kickers Offenbach und Aufstieg in die Bundesliga
- Pokalfinalist 1974 mit dem Hamburger SV
- Pokalsieger und Vizemeister 1976 mit dem Hamburger SV
- Sieg im Europapokal der Pokalsieger 1977 mit dem Hamburger SV
- Halbfinalteilnahme im UEFA-Cup 1978/79 mit Hertha BSC
- DFB-Pokalfinale 1979 mit Hertha BSC
- Meister in der 2. Fußball-Bundesliga 1980/81 und Aufstieg in die Bundesliga mit Werder Bremen